# NK Bela Krajina
NK Bela Krajina was een voetbalclub uit Črnomelj, Slovenië. De club speelde van 2004 tot 2007 in de hoogste klasse. 